# Râul Sărata, Prut (Moldova)
Râul Sărata este un afluent de stânga al râului Prut, din Republica Moldova. Bazinul râului este amplasat în partea de nord a stepei Bugeac, având e un caracter liniștit de câmpie. Înclinarea medie a cursului constituie 3,8 grade. Cursul superior al râului are direcție meridională, cursul de mijloc: sud-estică, iar în apropierii gurii cotește brusc spre vest. n bazinul râului Sărata sunt peste 60 iazuri, dintre care cele mai mari sunt: Sărata Nouă, Cneazevca, Caracui și Sărata Galbenă. În lunca râului și pe pantele aferente sunt amplasate 14 sate cu o populație sumară de peste 16 mii oameni.
În 2006 a fost publicate uns tudiu privind componența floristică a luncii râului în care au fost determinate  cercetat au fost 125 specii de plante vasculare, din 94 genuri și 34 familii (Asteraceae, Poaceae, Fabaceae, Lamiaceae, Apiaceae), inclusiv 3 specii de plante rare: 
Alisma gramineum, Iris halophila, Typha laxmannii.